# 駒沢女子大学
駒沢女子大学（こまざわじょしだいがく、英語: Komazawa Women's University、公用語表記: 駒沢女子大学）は、東京都稲城市坂浜238番地に本部を置く日本の私立大学。1927年創立、1993年大学設置。

## 概要
建学の精神は「正念」と「行学一如」。同じ仏教曹洞宗立の駒澤大学と学術、課外活動の面で交流がある。
大学全体の教育目標は「知性と理性を備えた心豊かな女性」である。また、少人数制の授業と面倒見の良さを教育の特徴としている。
人間健康学部健康栄養学科は管理栄養士養成施設であり、就職率は例年96～100％と高い。またその進路の大きな特徴は、病院への就職に非常に強いことである。卒業者の30％程度が病院直傭の（委託ではなく病院に直接雇用されている）管理栄養士として就職しているが、この率は国内トップレベルである。

## 沿革
- 1927年 - 東京府荏原郡駒沢町（現・東京都世田谷区弦巻）に駒沢高等女学院創立（創立者:山上曹源）。
- 1928年 - 駒沢高等女学院を改称、駒沢高等女学校と駒沢家政女学校を開設。
- 1947年 - 駒沢学園女子中学校を開校。
- 1948年 - 駒沢学園女子高等学校を開校。
- 1950年 - 駒沢幼稚園を開園。
- 1953年 - 駒沢学園高等保育学校を開校。
- 1955年 - 駒沢学園小学校を開校。
- 1957年 - 駒沢女子高等保母学校を開校。
- 1963年 - 駒沢女子短期大学を開学（保育科）。
- 1966年 - 駒沢女子短期大学に食物科を開設。駒沢学園高等保育学校、駒沢学園高等保育学校を廃止。
- 1974年 - 駒沢学園小学校を廃止。
- 1989年 - 東京都稲城市へ全校移転。短期大学に英語英文科を開設。
- 1990年 - 駒沢女子短期大学の食物科を生活科に名称変更し、同学科に生活専攻と食物栄養専攻を開設。
- 1993年 - 駒沢女子大学を開学（人文学部日本文化学科、国際文化学科）。
- 2000年 - 駒沢女子大学の人文学部に人間関係学科を開設。短期大学の英語英文科を募集停止。
- 2002年 - 駒沢女子大学の人文学科に空間造形学科、映像コミュニケーション学科を開設。駒沢女子大学大学院人文科学研究科仏教文化専攻修士課程を設置。駒沢女子短期大学の生活科を食物栄養科に改称。駒沢学園女子短期大学の生活科生活専攻を募集停止。
- 2003年 - 駒沢女子大学大学院の人文科学研究科に臨床心理学専攻修士課程を設置。
- 2009年 - 駒沢女子大学に人間健康学部健康栄養学科（管理栄養士養成課程）を設置。駒沢女子短期大学の食物栄養科を募集停止。
- 2013年 - 駒沢女子大学の人文学部に心理学科を開設。大学人文学部人間関係学科の定員変更。
- 2014年 - 駒沢女子大学人文学部の空間造形学科を住空間デザイン学科に、映像コミュニケーション学科をメディア表現学科に名称変更。
- 2017年 - 学園創立90周年記念式典を挙行
- 2018年 - 駒沢女子大学に人間総合学群（人間文化学類（日本文化専攻、人間関係専攻、英語コミュニケーション専攻）、観光文化学類、心理学類、住空間デザイン学類）を開設[1][2]。駒沢女子大学に看護学部看護学科を開設[2][3]。駒沢女子大学の人文学部を募集停止[1]。
- 2025年 - 下記「2025年入学生から」のとおり、人間総合学群を改組し、3学部に組織変更。

## 基礎データ

### キャンパス
- キャンパス（全学部）

### 校歌・応援歌
- 校歌 作詞:山上曹源（豊田八十代の草案）、作曲:跡部晃 、編曲:福井直秋

### 歴代学長
- 山上曹源（駒沢高等女学院・駒沢家政女学校校長）
- 東隆眞
- 伊藤文雄
- 菅原昭英
- 戸田洋樹
- 光田督良
- 安藤嘉則

## 学群・学部
2025年入学生から
- 共創文化学部
  - 国際日本学科
  - 人間関係学科[注 1]
  - 心理学科[注 2]
- 観光文化学部[注 3]
  - 観光文化学科
- 空間デザイン学部
  - 空間デザイン学科
    - 建築デザインコース
    - インテリアデザインコース
- 人間健康学部
  - 健康栄養学科（管理栄養士養成課程）
- 看護学部
  - 看護学科

2024年入学生まで
- 人間総合学群
  - 人間文化学類
    - 日本文化専攻
    - 人間関係専攻
    - 英語コミュニケーション専攻

  - 観光文化学類
  - 心理学類
  - 住空間デザイン学類
- 人間健康学部
  - 健康栄養学科（管理栄養士養成課程）
- 看護学部
  - 看護学科

## 研究科
- 人文科学研究科
  - 仏教文化専攻（修士課程）
  - 臨床心理学専攻（修士課程）「第1種指定大学院」

## 学内奨学金
詳しくは「学納金・奨学金」を参照のこと。
- 学校法人駒澤学園 奨学金
- 在学生スカラシップ制度

## 対外関係

### 教育機関
系列校
- 駒沢女子短期大学
- 駒沢学園女子中学校・高等学校
- 駒沢女子短期大学付属こまざわ幼稚園

関係校
- 駒澤大学
- 駒澤大学高等学校
- 駒澤大学附属苫小牧高等学校

国際・学術交流等協定校
- オトゴンテンゲル大学（モンゴル国ウランバートル市）
- イフザサク大学（モンゴル国ウランバートル市）
- アユタヤ・ラチャパット大学（タイ王国アユタヤ県）

### 産学官連携
- 加賀屋（女性活躍の推進と観光人材育成のための産学連携協定）[4]

## 交通アクセス
- 京王電鉄相模原線稲城駅または小田急電鉄小田原線・多摩線・新百合ヶ丘駅から小田急バスにて「駒沢学園」バス停留所下車（注意：「駒沢学園入口」で下車しないこと）
  - 稲城駅前バスターミナル2番乗り場より、小田急バス駒沢学園行き・新百合ヶ丘駅行き・柿生駅北口行きに乗車（所要時間約7分）
  - 新百合ヶ丘駅南口バスターミナル5番乗り場より、小田急バス駒沢学園行き・稲城駅行き・稲城市立病院行きに乗車（所要時間約20分）

## 著名な関係者

### 教員
- 富田たかし （教授、心理学者）
- 千葉公慈（教授）

### 卒業生
- 河村和奈（元女優）
- 木下栞（サッカー選手、ちふれASエルフェン埼玉所属、ディフェンダー）
- 森咲樹（元アイドル、アップアップガールズ（仮））
- 望月ありさ（サッカー選手、大宮アルディージャVENTUS所属、ゴールキーパー）
- 田中美南（サッカー選手、INAC神戸レオネッサ所属、フォワード）
- 西村清花（サッカー選手、日テレ・東京ヴェルディベレーザ所属、ゴールキーパー）